# Lee Probert

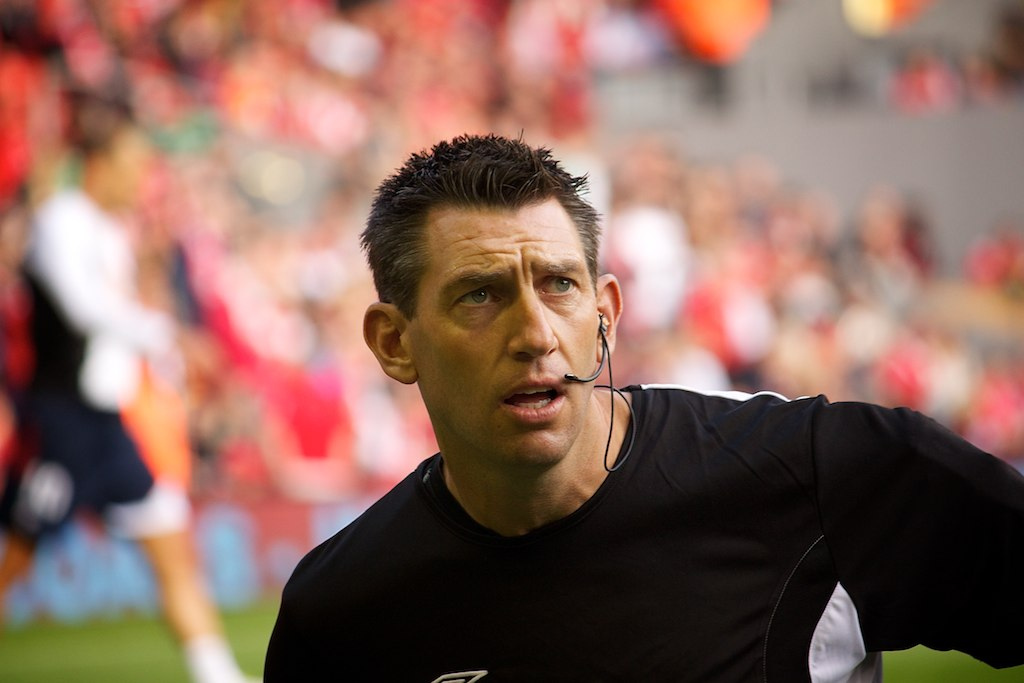
Lee Probert (2011)

Lee William Probert (* 13. August 1972 in Aylesbury) ist ein ehemaliger englischer Fußballschiedsrichter.
Probert begann 1986 als Schiedsrichter. Seit der Saison 2003/04 leitete Probert Spiele in der EFL League One und der EFL Championship, ab der Saison 2005/06 auch im EFL Cup und FA Cup. Er war seit seinem Debüt im Januar 2007 Schiedsrichter in der Premier League und leitete in dieser bis zu seinem Karriereende nach der Saison 2018/19 insgesamt 183 Premier-League-Spiele.
Von 2010 bis 2016 stand Probert auf der Liste der FIFA-Schiedsrichter und leitete internationale Fußballspiele, darunter drei Spiele in der Europa League, acht Spiele in der Qualifikation zur Europa League sowie ein Spiel in der Qualifikation zur Champions League, darüber hinaus ein Spiel in der EM-Qualifikation sowie weitere Qualifikations- und Freundschaftsspiele.
Am 17. Mai 2014 pfiff Probert das Finale des FA Cup 2013/14 zwischen dem FC Arsenal und Hull City (2:2, 3:2 n. V.).